# Landka
Landka é uma empresa de desenvolvimento de sofware focada em aplicações educacionais. Os principais produtos incluem Back in Time, Kiwaka e Art Legacy.

## História
A empresa portuguesa, fundada em 2010, ganhou notoriedade com o lançamento do seu primeiro produto Back in Time, uma aplicação educacional para iPad sobre a história mundial. Back in Time foi lançado em setembro de 2011 e trouxe sucesso instantâneo à Landka, sendo destacado na App Store em todo o mundo e alcançando os tops de vendas de aplicações de livros para iPad em cerca de 40 países. Este projeto conquistou à empresa Landka um World Summit Award (iniciativa da ONU) em Educação. A aplicação foi posteriormente portada para Windows graças a uma parceria entre a Landka e a Intel. A aplicação Back in Time foi distinguida pelo The New York Times e selecionada para as 10 principais aplicações do ano.
Posteriormente a empresa desenvolveu um jogo cognitivo, ThinkO, lançado em 2012,  que alcançou a primeira posição no top de downloads de aplicações no Brasil, e Kiwaka (2014), um jogo educacional para crianças sobre astronomia, que foi desenvolvido em colaboração com a ESA e o ESO.
Em 2015, a Landka lançou um  jogo educacional sobre cores, Overpaint, e a aplicação Art Legacy, que anima as mais famosas pinturas da história da arte. Esta ganhou outra nomeação para o  World Summit Awards.

## Aplicações
- Back in Time (2011)
- ThinkO (2012)
- Kiwaka (2014)
- Kiwaka Story (2014)
- Overpaint (2015)
- Art Legacy (2015)
- Art Legacy Live (2016)
- Live Gallery (2016)
- Stars and Ghosts (2016)